# Isonychus burmeisteri
Isonychus burmeisteri är en skalbaggsart som beskrevs av Von Dalle Torre 1912. Isonychus burmeisteri ingår i släktet Isonychus och familjen Melolonthidae. Inga underarter finns listade i Catalogue of Life.